# ثلاث أرواح (كتاب)
ثلاثة أرواح (1909) هو عمل روائي للكاتبة الأمريكية جيرترود شتاين في عامي 1905 و1906. الكتاب مقسم إلى ثلاث قصص، "آنا الطيبة"، و"ميلانكثا"، و"لينا اللطيفة". القصص الثلاث مستقلة عن بعضها البعض، ولكن جميعها تدور أحداثها في بريدجبوينت، وهي مدينة خيالية تمثل بالتيمور. تحكي كل واحدة من الحكايات الثلاث في عن امرأة من الطبقة العاملة تعيش في بالتيمور.

## ملخص

### آنا الطيبة
"آنا الطيبة"، أول قصة في الرواية، هي رواية قصيرة تدور أحداثها في "بريدجبوينت" حول آنا فيدرنر، خادمة "من الطبقة المتوسطة في جنوب ألمانيا". يصف الجزء الأول حياة آنا السعيدة كمدبرة منزل الآنسة ماتيلدا والصعوبات التي تواجهها مع الخدم غير الموثوق بهم و"الكلاب والقطط الضالة". والجزء الثاني، بعنوان "حياة آنا الطيبة"، التي ولدت في ألمانيا، وهاجرت في سن المراهقة إلى "أقصى الجنوب"، حيث ماتت والدتها. ثم تنتقل إلى بريدجبوينت بالقرب من شقيقها الخباز، وتتولى مسؤولية منزل الآنسة ماري وادميث وابن أخيها الصغير وابنة أختها، وهما من الأيتام. أما الجزء الثالث، بعنوان "وفاة آنا الطيبة"، يروي سنواتها الأخيرة.

### ميلانكثا
"ميلانكثا"، أطول قصص الرواية، هي رواية غير تقليدية تركز على التمييز بين العرق والجنس وصحة الأنثى ومزجها. تتستخدم شتاين شكلاً فريدًا من أشكال التكرار لتصوير الشخصيات بطريقة جديدة. وميلانكثا هي أكثر من تجربة مريرة للمرأة مع الحب؛ وإنها تمثيل للصراعات الداخلية والمعارك العاطفية في إيجاد المعنى والقبول في عالم مضطرب.
الشخصية الرئيسية ميلانكثا، وهي ابنة لأب أسود وأم مختلطة العرق في بريدجوينت المنفصلة، تذهب في بحث عن المعرفة والقوة، لأنها غير راضية عن دورها في العالم. إن تعطشها للحكمة يجعلها تمر برحلة مدى الحياة مليئة بتحقيق الذات والاكتشاف غير الناجح حيث تلتصق بأفراد الأسرة والعشاق والأصدقاء، حيث يمثل كل منهم القوة الجسدية والعاطفية والمعرفة. إنها تتصور نفسها فيما يتعلق بمن حولها، لكنها غير قادرة دائمًا على تلبية توقعاتهم. ومع ذلك، على الرغم من كل تلوين الشخصيات وجنسها، فإن اللون والجنس لا يتوافقان مع النجاح الاجتماعي والرومانسي. تصور "ميلانكثا" كل شخصية من شخصياتها بدرجات وفئات عرقية، لكن مصائرهم غالبًا ما تتعارض مع ما قد يتوقعه القراء.
غالبًا ما تكون أفكار الانتحار جذابة لميلانكثا، التي تجد نفسها "مكتئبة" وفي حالة من اليأس. والتي تشتكي في كثير من الأحيان من الشعور "بالمرض" و"الأذى" و"الألم"، ولكن ربما كان هذا الألم الجسدي يتضمن دائمًا ألمًا عقليًا عميقًا نابعًا من تجاربها في الحياة. تنتهي القصة بوفاة ميلانكثا بسبب "السل".

### لينا اللطيفة
"لينا اللطيفة"، الجزء الثالث من الرواية، يصف حياة ووفاة لينا، وهي فتاة ألمانية أحضرها ابن عمها إلى بريدجبوينت. تبدأ لينا حياتها في أمريكا كفتاة خادمة، لكنها تتزوج في النهاية من هيرمان كريدر، ابن المهاجرين الألمان. وخلال حياتها الزوجية، تنجب لينا ثلاثة أطفال، ولكنها لم تنج في إنجاب حملها الرابع.

## خلفية

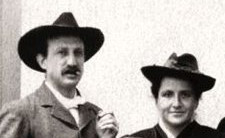
جيرترود شتاين (يمين) شاركت منزلًا مع شقيقها ليو (يسار) في 27 شارع فلوروس في باريس (صورة مجهولة، 1905)

كتاب شتاين الأول، لم يُنشر إلا بعد وفاتها. بدأت بكتابة كتابًا آخر بعنوان صناعة الأمريكيين [الإنجليزية] في عام 1903، وأنهته في عام 1911، لكن الأمر استغرق حتى عام 1925 لطباعته. شجعها شقيقها الصحفي، ليو، الذي كانت تعيش معه في باريس، على محاولة ترجمة كتاب فلوبير ثلاث قصص [الإنجليزية] لتحسين لغتها الفرنسية. ثم بدأت في كتابة "ثلاثة أرواح". بدأت العمل في عام 1905، تحت عنوان ثلاثة تواريخ، وأنهته في عام 1909.
مع تطور الكتاب، قامت شتاين بتضمين الراوي المؤلف، جين ساندز، ثم أسقطته لاحقًا، والذي ربما سمي على اسم جورج ساند، الذي أعجبت بعمله. مر الكتاب بعناوين عدة أثناء كتابته.
في عام 1904، اشترت ليو شتاين لوحة بول سيزان "صورة مدام سيزان" (ق. 1881)، والتي تصور زوجة الفنان وهي تحمل مروحة وهي مستلقية على كرسي أحمر عالي الظهر. هذه الصورة معلقة فوق مكتب جيرترود شتاين وهي تكتب روايتها "ثلاثة أرواح". خلال تلك الفترة، رسم بيكاسو لوحته صورة جيرترود شتاين (1906)، حيث تشبه تسريحة الشعر واليدين والوجه الشبيه بالقناع تصوير سيزان لزوجته.

## أسلوب
على نقيض أعمال شتاين اللاحقة الصعبة، فإن أسلوب السرد في هذه الرواية واضح نسبيًا. كتبت شتاين في كتابها السيرة الذاتية لأليس توكلاس أن مبعوثًا من ناشر الكتاب فوجئ بزيارتها ليكتشف أنها أمريكية، وأنها أكدت له أن تركيب الجملة الذي يبدو أجنبيًا كان متعمدًا.
أعجبت شتاين بكل من فلوبير وسيزان لتفانيهما في وسائل التعبير بدلاً من التمثيل الصارم لموضوعاتهما. والتي رغبت في الانفصال عن النزعة الطبيعية التي كانت رائجة في الأدب الأمريكي. لفت شقيقها ليو انتباهها إلى الجوانب التركيبية للوحات سيزان، ولا سيما تركيزه على العلاقات المكانية للشخصيات المصورة بدلاً من التركيز على الواقعية. وبالمثل، ركزت شتاين في كتاباتها على علاقات الحركة بين الشخصيات، وقصدت أن يحمل كل جزء من التكوين نفس القدر من الوزن مثل أي جزء آخر.

## تاريخ النشر
واجه الكتاب صعوبة في النشر أو العثور على ناشر. لذلك حاول أحد أصدقاء شقيقها ليو، الكاتب هاتشينز هابجود [الإنجليزية]، المساعدة في العثور على ناشر، رغم أنه كان متشائمًا بشأن فرص الكتاب. جاء الرفض الأول من بيتس دوفيلد من شركة دوفيلد وشركاه، وبعد عام من الرفض، وجدت صديقة أخرى، ماري بوكستافير [الإنجليزية]، ناشرًا، وهي مطبعة جرافتون في نيويورك؛ طلبت شتاين من الدار طباعة كتابها "ثلاث أرواح" على نفقتها الخاصة مقابل 660 دولارًا. وكان أول كتاب منشور لها. خرجت النسخ الخمسمائة بطبعتها الأولى من المطابع في 30 يوليو 1909.

## فهرس
- Daniel، Lucy Jane (2009). Gertrude Stein. Reaktion Books. ISBN:978-1-86189-516-5. مؤرشف من الأصل في 2016-04-09.
- Leick، Karen (2012). Gertrude Stein and the Making of an American Celebrity. روتليدج (دار نشر). ISBN:978-1-136-60345-7. مؤرشف من الأصل في 2016-04-06.
- Rowe، John Carlos (2011). Afterlives of Modernism: Liberalism, Transnationalism, and Political Critique. UPNE. ISBN:978-1-58465-996-9. مؤرشف من الأصل في 2016-04-29.
- Watson، Dana Cairns (2005). Gertrude Stein and the Essence of what Happens. Vanderbilt University Press. ISBN:978-0-8265-1463-9. مؤرشف من الأصل في 2016-04-02.
- Sollors، Werner (2008). "Gertrude Stein and 'Negro Sunshine'". Ethnic Modernism. دار نشر جامعة هارفارد. ص. 17–34. ISBN:9780674030916.